# Sloley
Sloley är en civil parish i Storbritannien.   Den ligger i grevskapet Norfolk och riksdelen England, i den sydöstra delen av landet, 170 km nordost om huvudstaden London. Antalet invånare är 255. Arean är 3,0 kvadratkilometer.
Terrängen i Sloley är mycket platt.